# Athigudda Kaval, Arsikere
Athigudda Kaval là một làng thuộc tehsil Arsikere, huyện Hassan, bang Karnataka, Ấn Độ.